# Kościół Świętych Apostołów Piotra i Pawła w Białej
Kościół Świętych Apostołów Piotra i Pawła – rzymskokatolicki kościół filialny należący do parafii Wniebowzięcia Najświętszej Maryi Panny w Białej. Budowla znajduje się w dzielnicy Stare Miasto.

## Historia i architektura
Jest to świątynia wzniesiona w stylu gotyckim, wzmiankowana w 1225 roku, przebudowana i rozbudowana po pożarze w 1690 roku. Kościół posiada wieżę złożoną z trzech kondygnacji, dwóch dolnych zbudowanych na planie prostokąta, najwyższej zbudowanej na planie nieregularnego ośmiokąta. Ołtarz główny reprezentuje styl barokowy, w nim znajduje się obraz Trójcy Świętej adorowany przez świętych Apostołów Piotra i Pawła.